# ريجيس مانون
ريجيس مانون (بالفرنسية: Régis Manon)‏ هو مدرب كرة قدم ولاعب كرة قدم غابوني، ولد في 22 أكتوبر 1965 في ليبرفيل في الغابون، وتوفي بنفس المكان في 2018. شارك مع منتخب الغابون لكرة القدم. أما مع النوادي، فقد لعب مع نادي تور ونادي ليبرفيل.

## وصلات خارجية
- ريجيس مانون على موقع الاتحاد الدولي (مؤرشف)  (الإنجليزية)
- ريجيس مانون على موقع قاعدة بيانات كرة القدم.إي يو (الإنجليزية)
- ريجيس مانون على موقع ليكيب (الفرنسية)
- ريجيس مانون على موقع ناشيونال فوتبول تيمز (الإنجليزية)